# Hugues Vincent
Hugues Vincent (Parigi, 29 aprile 1974 – Montreuil, 9 gennaio 2024) è stato un violoncellista e compositore francese.

## Biografia
Studiò alla scuola Perceval di Chatou, una scuola adoperante la pedagogia Waldorf, dove conobbe in particolare il violista Frantz Loriot. Iniziò gli studi classici di violoncello con Denise Cherret, e imparando il jazz all'EDIM e al Conservatorio di Montreuil. Conseguì una laurea in musicologia e un CAPES in musica presso l'Università di Parigi 8 e formandosi nell'improvvisazione durante workshop e masterclass con in particolare Sophia Domancich, Didier Levallet, Régis Huby, Vincent Courtois, Ernst Reijseger, Barre Phillips o Joëlle Léandre.
Fu influenzato da diversi compositori, spaziando da Bach a Bartok fino al violoncellista Tom Cora che registrò l'album Scrabbling at the Lock con il gruppo post-punk sperimentale olandese The Ex nel 1991.
Dopo aver suonato la chitarra nel gruppo punk Les Putois, fondò a Nanterre nel 1992 il gruppo ska d'archi Le Pélican Frisé, con Piéro alla chitarra e poi alla voce, Maryline alla batteria, Christo alla voce e Julien al basso. Due anni dopo tennero il loro primo concerto. Tra il 1999 e il 2013 il gruppo pubblicò 5 album e vide il succedersi di numerosi musicisti tra cui il fratello di Hugues, Marc (Polo), Frantz detto Krank, Sylvain alla batteria, Terence alle tastiere e al clarinetto.
Rimase sempre aperto a molteplici orizzonti musicali e fu coinvolto in diversi progetti come Bobun (con Frantz Loriot), Dareda, Ganjin (con Frantz Loriot e il batterista Yuko Oshima), Mam'Sika, Mop Meuchine, The Octopus, Tilbol con il chitarrista Pascal Maupeu e il batterista Colin Neveux, il Trio Yasaï, o il gruppo Wooonta, suo ultimo progetto.
Non riconoscendo confini nella musica, suonò con numerosi artisti tra i quali musicisti russi come Vladimir Kudryavtsev e Alexei Borisov, oppure anche a Taiwan con i musicisti del gruppo Wooonta o con il musicista algerino Yacine Kheddaoui. Trascorse l'ultima parte della sua vita tra Francia e Giappone dove collaborò con molti musicisti giapponesi come Ryoji Hojito, Maki Hachiya, Yuta Yokoyama, Shota Koyama, Takumi Seino, Morishige Yasumune e la sua partner, la sassofonista e clarinettista Kumi Iwase. Il duo fu spesso ospite dello spettacolo Tapage Nocturne su France Musique.
Oltre ad essere un musicista, Hugues Vincent fu anche insegnante ed educatore. Tenne lezioni di musica e teoria musicale per tutta la sua vita trasmettendo non solo la sua passione per la musica, ma anche il suo modo di vivere la musica, intensa, esigente e senza compromessi. Dal 2016 insegnò principalmente all'IMEP - Paris College of Music.
Morì il 9 gennaio 2024 a Montreuil all'età di 49 anni per un tumore al cervello. Molti tributi gli vennero resi in tutto il mondo, in particolare a La guillotine a Montreuil il 22 marzo 2024 o alla radio France Musique nello spettacolo À l'improviste il 21 gennaio 2024.

## Discografia
- 2010 Mop Meuchiine - Mop Meuchiine Plays Robert Wyatt
- 2010 Onkyo No Hako - Music For Solo Cello, Odiolorgnette/Soliloq Edition
- 2011 Mam'Sika - Bascule, self-released
- 2012 Bobun, Suite Pour Machines À Mèche, Frantz Loriot, Creative Sources
- 2013 L'oiseau de Meobius, Airplane Label, Fukuchu Records
- 2014 Ganjin - Healing
- 2013 Early Electro Acoustic Works, Odiolorgnette/Soliloq Edition
- 2014 Fragment, Morishige Yasumune, Improvising Beings
- 2014 Free Trees, Vladimir Kudryavtsev et Maria Logofet, Leo Records
- 2014 One Room, топот
- 2015 Tagtraum, avec John Cuny, Improvising Beings
- 2015 Cello Pieces, Zpoluras Archives
- 2015 Last Tree, Takumi Seino, Voice Of Silence Records
- 2016 Four Pillars of Destiny, Maki Hachiya, Yuta Yokoyama et Shota Koyama, Improvising Beings
- 2017 Strange Days, avec Ryoji Hojito, Improvising Beings
- 2023 Wooonta, Not On Label (Wooonta Self-released)

Con le Pélican Frisé
- 1999 - Y'en a d'dans
- 2001 - En chair et en os
- 2005 - Ska, Bières et Rock'n'roll
- 2009 - Asozial
- 2013 - "LIVE 1992-2012" (Vinyle 33 t)

Con Tilbol
- 2005 Tilbol
- 2008 La femme de qui ?
- 2016 Tilbol#3 (EP)